# Radyczyny-Kolonia
Radyczyny-Kolonia est une localité polonaise de la gmina rurale de Przykona, située dans le powiat de Turek en voïvodie de Grande-Pologne. Elle se trouve à environ 9 kilomètres au sud-est de Turek et 125 km à l'est de Poznań, la capitale régionale. 

## Géographie

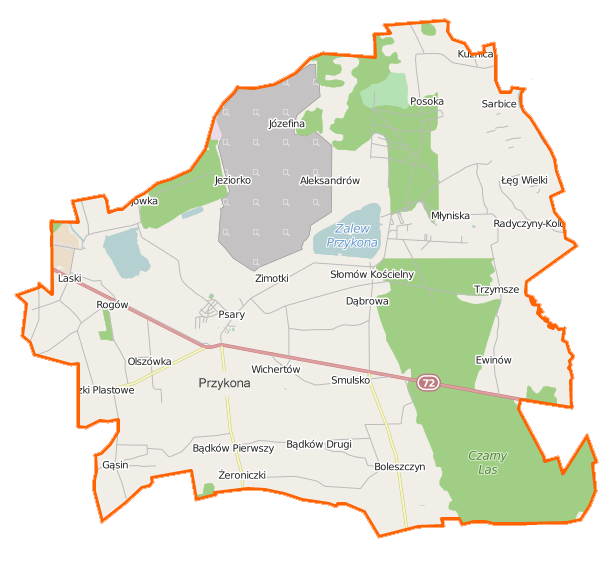
Carte de la gmina de Przykona.